# تأثير مروحة

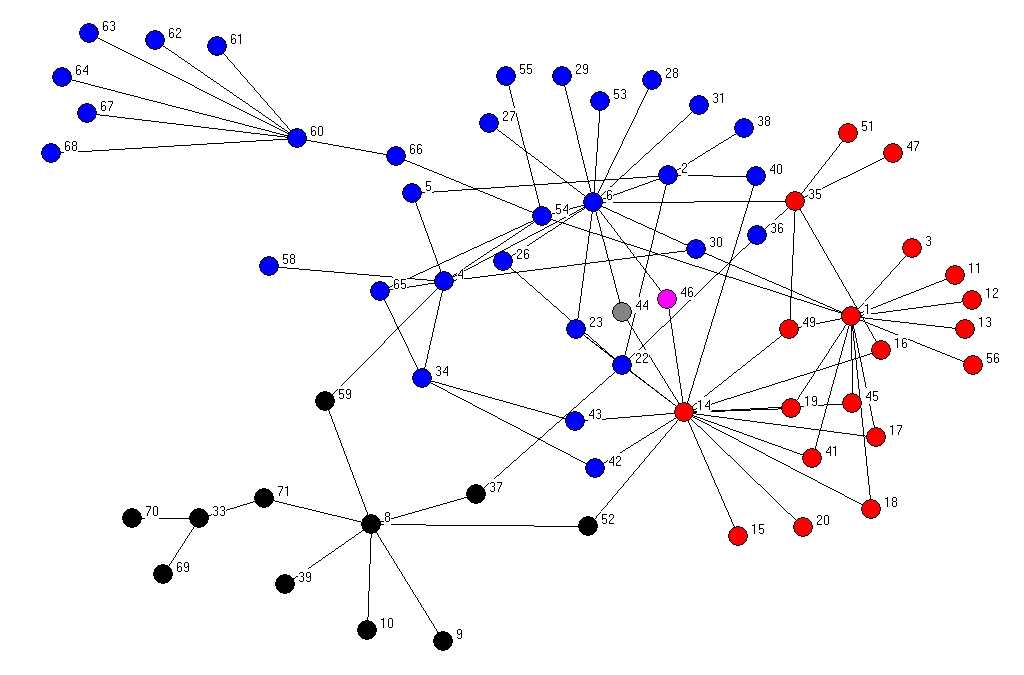
مثال لشبكة فكرة

تأثير المروحة (بالإنجليزية: fan effect) هو ظاهرة نفسية تحت فرع علم النفس المعرفي حيث يزيد عدد مرات الإقرار أو معدل الخطأ لمفهوم معين بزيادة عدد المعلومات حول المفهوم المكتسب. تشير كلمة «مروحة» إلى عدد الارتباطات المرتبطة بالمفهوم.

## أصل تأثير المروحة
ظهر تأثير المروحة لأول مرة في سلسلة التجارب التي أجراها جون روبرت أندرسون، وهو عالم نفس معرفي، في عام 1974. وشملت التجارب الثلاث التي أجراها مشاركين يتعلمون 26 جملة تربط شخصاً بموقع ما. بالإضافة إلى ذلك، طُلب منهم تحديد ما إذا كانت جملة معينة أُعطيت لهم تخص الست وعشرون (26) جملة التي طُلب منهم دراستها. مثال على جملة استخدمها أندرسون في تجربته كانت: «هيبي في الحديقة.» بعض الجمل بدت مماثلة بمعنى أن الشخص كان يقترن مع موقع آخر. على سبيل المثال، «هيبي في الكنيسة.» كشفت النتائج أن المشاركين قد استغرقوا وقتا أطول لاسترجاع المعلومات عندما كان الشخص يقترن بأكثر من موقع واحد. 
عمومًا، أظهرت هذه التجارب أن العديد من الارتباطات، مثل إدراج عدد كبير من الأسماء في الجملة؛ يؤثر في وقت الإقرار من خلال إحداث تأثير أبطأ بكثير. تستخدم تقنية المساعدة الذاتية والمعروفة بتقنية تقسيم الرابطة، حيث وضعت للأفراد الذين يعانون من اضطراب الوسواس القهري (OCD)، مبنيةً على تأثير المروحة. في اضطراب الوسواس القهري، عادةً ما تُضيق الارتباطات إلى معانٍ مرتبطة بالوسواس القهري (على سبيل المثال، النار = الخطر، السرطان = الموت). يتم تعليم المرضى التفكير في معاني بديلة للحد من قوة الارتباطات المخيفة (على سبيل المثال، النار = ألماس، السرطان = علامة البروج). وفقا للمراجعة المنهجية، هذه التقنية تؤدي إلى انخفاض كبير في أعراض الوسواس القهري بالنسبة إلى ظروف التحكم.

## تنشيط الانتشار
في الدماغ، تخزن الذاكرة المعلومات في شبكة من العقد التي ترتبط معًا. عند استرداد الذاكرة للمعلومات، ينتشر التنشيط على الارتباطات حتى يتقاطع مع معلومات ذات صلة أو انتهاء الوقت الكافي للاسترداد. إذا كان هناك ارتباط واحد، يجب أن ينتشر التنشيط فقط إلى ارتباط واحد بينما تقوم الارتباطات المتعددة بتقسيم التنشيط إلى العديد من الارتباطات. لأن هناك الكثير من الاتصالات؛ فإنه يجعل الدماغ يستغرق وقتًا أطول لتحديد المفاهيم واسترداد الذاكرة.

## نظريات معقولة
يرجع تأثير المروحة إلى نماذج عقلية متعددة ويتم تضمينها كجزء من نظرية ACT-R. العوامل الرئيسية التي يعتمد عليها تأثير المروحة هي قوة ودرجة إمكانية التنبؤ بأحد المتغيرات للآخر وأهمية المفهوم للشخص أثناء عملية الاسترجاع. يمكن التعرف على المفاهيم بشكل أفضل من خلال أفكار مماثلة بدلاً من ترتيب عشوائي للأفكار. عندما يتم تخزينها في ترتيب عشوائي، يتم وضع المفاهيم في أماكن مستقلة في الدماغ بدلًا من وضع المفاهيم معًا كوحدة واحدة. يمكن تقليل تأثير المروحة إذا تم كشف الجمل العشوائية بشكل متكرر وتوحيدها في مفهوم واحد. الوقت المستغرق لاسترداد المعلومات باستخدام تأثير المروحة يزيد مع التقدم في العمر بسبب الآثار المرتبطة بالعمر كالتداخل في الاسترجاع.